# Степове (Одеський район)
Степо́ве — селище Доброславської селищної громади Одеського району Одеської області в Україні. Населення становить 170 осіб.

## Населення
Згідно з переписом УРСР 1989 року чисельність наявного населення селища становила 201 особа, з яких 102 чоловіки та 99 жінок.
За переписом населення України 2001 року в селищі мешкало 170 осіб.

### Мова
Розподіл населення за рідною мовою за даними перепису 2001 року:
| Мова       | Чисельність | Відсоток |
| ---------- | ----------- | -------- |
| українська | 153         | 90,00%   |
| російська  | 9           | 5,30%    |
| румунська  | 5           | 2,94%    |
| білоруська | 3           | 1,76%    |
| Усього     | 170         | 100%     |